# Vojenský soud (Star Trek)
Vojenský soud (v anglickém originále Court Martial) je 20. díl první řady seriálu Star Trek. Premiéra epizody proběhla 2. února 1967.

## Příběh
Hvězdného data 2947.3 se vesmírná loď USS Enterprise vedená kapitánem Jamesem Kirkem vrací na základnu 11 po střetu se silnou magnetickou bouří, kdy zemřel člen posádky, seržant Ben Finney. Na základně se kapitán Kirk setkává s přítelem, komodorem Stonem. Ten však po kontrole záznamů lodního deníku musí Kirka obvinit z nedbalosti, že odpálil iontový modul, ve kterém byl Finney, před vyhlášením poplachu. Kirk je osobně přesvědčen, že tomu tak nebylo a v momentě odpálení modulu byl již poplach vyhlášen.
Stone podrobuje Kirka šetření, které má rozhodnout, zdali Kirk půjde před vojenský soud. Stone se snaží, po odvyprávění příběhu, přemluvit Kirka, aby se nechal odvolat ze služby a na základě rozhodnutí o tělesném vyčerpání převelen na pozemní službu. Z Kirkova příběhu se ukazuje, že kapitán neměl s Finneyem nejlepší vztahy, protože James Kirk po něm v dávných letech opravil závažnou chybu ve strojovně a Finney kvůli tomu byl pokárán a přesunut na konec seznamu povýšení. Ben Finney to nikdy nepřestal kapitánovi dávat za vinu. Kirk se tomuto brání a i přes Stoneovy výhrůžky trvá třeba i na vojenském soudu, bude-li to znamenat jeho šanci na řádnou obhajobu. Kirk se také na základně 11 potkává s dávnou přítelkyní Areel, která je žalobkyní. Dává ale Kirkovi kontakt na dobrého advokáta. Samuel T. Cogley se do kapitánova pokoje nastěhoval i s řadou svých knih, které uznává namísto počítačů. U soudu je postupně předvolána řada svědků včetně prvního důstojníka Spocka, Dr. McCoye a dalších. Cogley nikdy nevyužil právo křížového výslechu a předvolal kapitána Jamese Kirka. Následně je přehrán videozáznam z palubního počítače USS Enterprise. Na záznamu se jasně ukazuje, že Kirk odpálil modul ještě před vyhlášením poplachu. Spock opakovaně testuje lodní počítač, ale nenachází žádnou chybu. I Kirkův právník začíná pochybovat, zdali nešlo pouze o kapitánovu chybu.
Na lodi Dr. McCoy nemůže pochopit, že je Kirk obviněn u soudu a Spock mezitím hraje 3D šachy. Spock vysvětluje, že něco je špatně, protože šachy sám programoval podle sebe a logicky by tak mohl dosáhnout maximálně pat. Když vyhrává v pořadí čtvrtou hru, je mu vše jasné a běží upozornit Cogleyho. Ten ačkoliv již ukončil oficiálně obhajobu, přemlouvá porotu, aby vyslechla posledního svědka - palubní počítač. Na lodi Spock vysvětluje, že jediný, kdo by mohl úmyslně změnit paměť počítače je kapitán, on sám a praporčík Finney. Cogley u soudu prohlašuje, že Ben Finney není mrtev a pouze se schovává. Kirk nechává Enterprise vylidnit a nechává zesílit zvuky na lodi. Když je zvuk silný natolik, že zachytává tlukot srdcí všech zúčastněných, McCoy eliminuje z přehrávání zvuky srdcí poroty, obžaloby i obhajoby. Ukazuje se, že Finney se opravdu schovává na lodi ve strojovně, v sekci B. Kirk se s Finneym setkává ve strojovně a Finney kapitánovi sděluje, že nemohl zničit jeho, tak alespoň zničí Enterprise tím, že zlikvidoval primární okruhy energie. Enterprise bez posádky, pouze s účastníky soudu se nemůže moc dlouho udržet na orbitě planety základny 11. Kirk se utkává s Finneym, zatímco se Spock snaží udržet loď v potřebné výšce. Poté, co byl Finney zneškodněn, opravuje kapitán Kirk sabotované okruhy energie.
Soud je tak ukončen s rozhodnutím, že kapitán Kirk je nevinný.